# Check Check
Check Check ist eine deutsche Comedyserie von Klaas Heufer-Umlauf, die am 21. Oktober 2019 im Streamingangebot von Joyn startete. Im Provinzflughafen der fiktiven Kleinstadt Simmering findet ein Großteil der Handlung statt; als Kulisse diente der Flughafen Kassel-Calden. Die Idee zur Serie stammt von Heufer-Umlauf, der auch die Hauptrolle verkörpert.
Im Januar 2021 wurde Check Check um eine dritte, finale, Staffel verlängert, die im Herbst 2021 erneut auf Joyn veröffentlicht wurde.

## Handlung
Jan Rothe ist ein Mittdreißiger, der mit seinem Berliner Start-up Burger aus Algen entwickelt. Als er zu seinem Vater Udo in die Kleinstadt Simmering fährt, erkennt Jan, dass dieser an Demenz leidet. Zunächst möchte Jan seinen Vater dem Altenheim übergeben. Als er dort jedoch die schlechten Bedingungen erkennt, entscheidet sich Jan, für seinen Vater da zu sein und in Simmering zu bleiben. Er erhält von seiner Ex-Freundin Sabine Grünberg einen Job am Flughafen Simmering als Security-Mitarbeiter und bewältigt dort mit seinen Kollegen verschiedene Probleme. So kann Jan verhindern, dass der Flughafen verkauft wird und eine Lohnerhöhung für die Mitarbeiter erzielen. Trotz des Umzugs nach Simmering versucht Jan die Idee der Algen-Burger weiterzuverfolgen.

## Hintergrund
Die Idee zur Serie über den Security-Check am Flughafen kam Klaas Heufer-Umlauf, als er an einem Flughafen bei der Sicherheitskontrolle gründlicher kontrolliert wurde. Heufer-Umlauf verkörpert auch die Hauptfigur Jan in der Serie.
Die Serie feierte am 17. Oktober 2019 in der Astor Filmlounge in Berlin mit der Präsentation von drei Folgen ihre Premiere. Seit 21. Oktober 2019 werden wöchentlich zwei Folgen auf der Streamingplattform Joyn veröffentlicht. Seit dem 1. April 2020 wird sie auch auf dem Sender ProSieben in Doppelfolgen ausgestrahlt.
Im Januar 2020 wurde bekannt gegeben, dass die Serie um eine zweite Staffel verlängert wird, zu der die Dreharbeiten im selben Monat starteten. Die zweite Staffel mit acht Folgen wurde am 15. Oktober 2020 bei Joyns kostenpflichtigen Subscription-Video-on-Demand-Angebot Joyn Plus+ veröffentlicht.

## Produktion
Die Serie wird von Bird and Bird Film und Florida Entertainment für ProSieben produziert mit Lars Jessen, Sebastian Schultz und Klaas Heufer-Umlauf als Produzenten. Die Regisseure der ersten Staffel sind Lars Jessen und Ole Zapatka, Head-Autor ist Ralf Husmann.
Die zweite Staffel wird von Florida Film GmbH produziert, in der die Bird & Bird Film GmbH aufgegangen ist. Produzenten sind Lars Jessen, der auch Regie führt, und Klaas Heufer-Umlauf. Head-Autorin ist Lena Krumkamp.
Als Flughafenkulisse diente der Flughafen Kassel-Calden, die dazugehörige Stadt Simmering wird durch die Stadt Immenhausen dargestellt. Teile des Flughafens wurden für den Dreh nicht extra gesperrt, sondern es wurde im laufenden Betrieb gefilmt. Bei der 2. Staffel wurden die Außenaufnahmen teilweise in Volkmarsen gedreht.
Die Dreharbeiten zur ersten Staffel wurden auf zwei Blöcke verteilt: Die ersten vier Episoden wurden vom 23. Januar 2019 bis zum 8. Februar 2019 abgedreht, die Episoden 5 bis 10 folgten Mitte 2019. Am 30. Juli 2019 war Drehschluss.
Die Dreharbeiten zur zweiten Staffel starteten am 21. Januar 2020.

## Besetzung

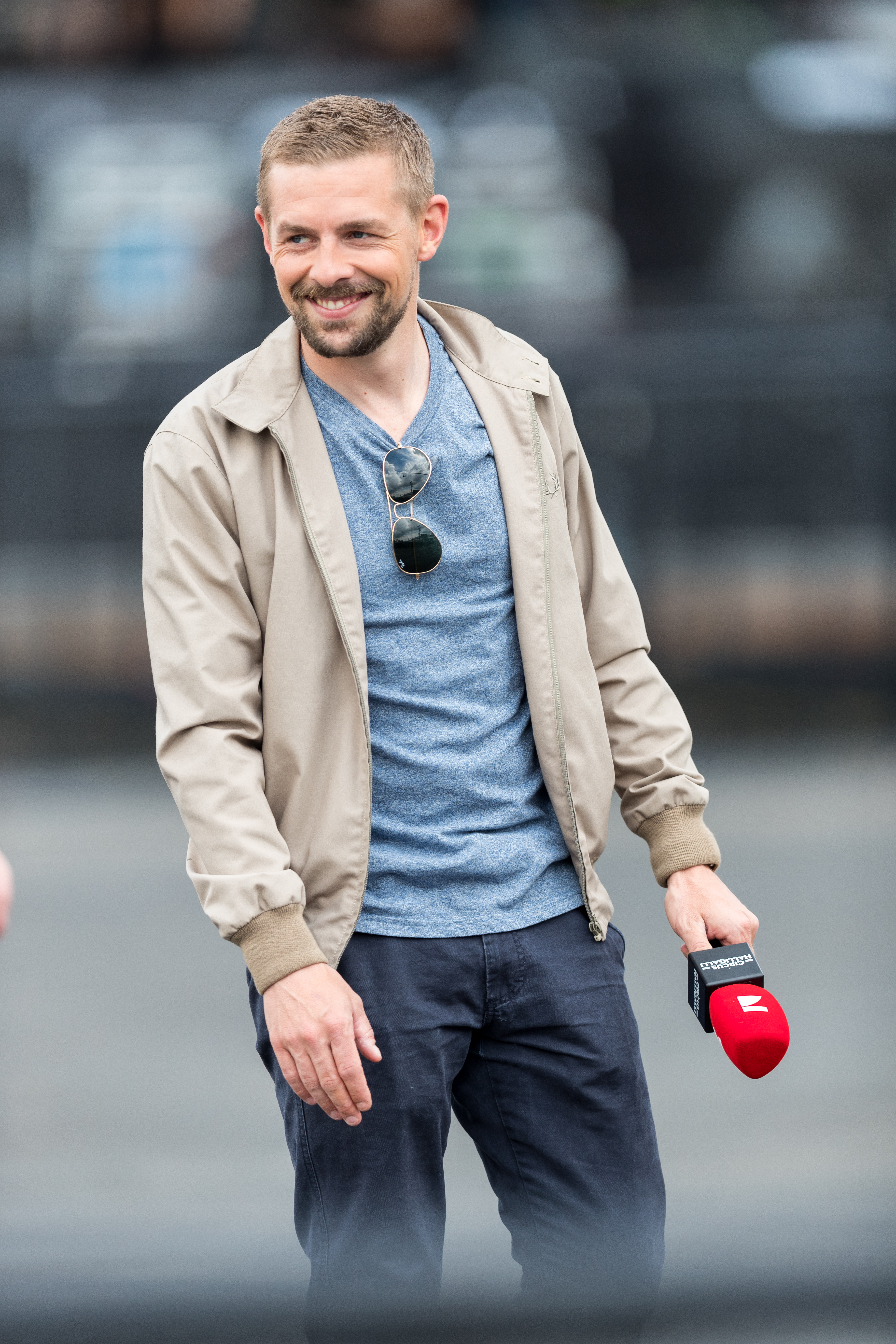
Hauptdarsteller Klaas Heufer-Umlauf (2017)

| Rolle             | Darsteller          | Hauptrolle (Folgen) |
| ----------------- | ------------------- | ------------------- |
| Jan Rothe         | Klaas Heufer-Umlauf | 1.01–3.08           |
| Sabine Grünberg   | Doris Golpashin     | 1.01–3.08           |
| Harald Armbruster | Jan Georg Schütte   | 1.01–3.08           |
| Udo Rothe         | Uwe Preuss          | 1.01–3.08           |
| Samira            | Sara Fazilat        | 1.01–3.08           |
| Ertu              | Kailas Mahadevan    | 1.01–3.08           |
| Ingrid            | Petra Kleinert      | 1.01–3.08           |
| Sven Mergental    | Patrick Joswig      | 1.01–1.02           |

## Episodenliste
Am 21. Oktober 2019 wurden die ersten zwei Folgen auf Joyn veröffentlicht. Die Serie umfasst zehn Episoden, wovon jeden Montag zwei auf Joyn veröffentlicht werden. Ab 1. April 2020 war die Serie im Free-TV auf ProSieben um 21:20 in Doppelfolgen zu sehen.

### Staffel 1
| Nr. (ges.) | Nr. (St.) | Originaltitel         | Erstveröffentlichung | Regie                    | Drehbuch                             | Erstausstrahlung im TV ProSieben |
| ---------- | --------- | --------------------- | -------------------- | ------------------------ | ------------------------------------ | -------------------------------- |
| 1          | 1         | Der Terror            | 21. Okt. 2019        | Lars Jessen              | Ralf Husmann                         | 1. Apr. 2020                     |
| 2          | 2         | Die Plage             | 21. Okt. 2019        | Lars Jessen              | Ralf Husmann                         | 1. Apr. 2020                     |
| 3          | 3         | Chancen               | 28. Okt. 2019        | Lars Jessen              | Ralf Husmann                         | 8. Apr. 2020                     |
| 4          | 4         | Das Fest              | 28. Okt. 2019        | Lars Jessen              | Tobias Wiemann, Jytte-Merle Böhrnsen | 8. Apr. 2020                     |
| 5          | 5         | Der Streik            | 4. Nov. 2019         | Lars Jessen              | Ralf Husmann                         | 15. Apr. 2020                    |
| 6          | 6         | Altlasten             | 4. Nov. 2019         | Lars Jessen              | Ralf Husmann                         | 15. Apr. 2020                    |
| 7          | 7         | Der Investor          | 11. Nov. 2019        | Lars Jessen              | Judy Horney                          | 22. Apr. 2020                    |
| 8          | 8         | Das Simmering Syndrom | 11. Nov. 2019        | Ole Zapatka              | Peter Güde                           | 22. Apr. 2020                    |
| 9          | 9         | Das Baby              | 18. Nov. 2019        | Ole Zapatka, Lars Jessen | Judy Horney                          | 22. Apr. 2020                    |
| 10         | 10        | Anders begabt         | 18. Nov. 2019        | Ole Zapatka              | Lena Krumkamp                        | 22. Apr. 2020                    |

### Staffel 2
| Nr. (ges.) | Nr. (St.) | Originaltitel    | Erstveröffentlichung | Regie        | Drehbuch                           | Erstausstrahlung im TV ProSieben |
| ---------- | --------- | ---------------- | -------------------- | ------------ | ---------------------------------- | -------------------------------- |
| 11         | 1         | Protestanten     | 15. Okt. 2020        | Lars Jessen  | Lena Krumkamp, Stefan Stuckmann    | 19. Mai 2021                     |
| 12         | 2         | Safe Air         | 15. Okt. 2020        | Lars Jessen  | Lena Krumkamp                      | 19. Mai 2021                     |
| 13         | 3         | Rabattschlacht   | 15. Okt. 2020        | Lars Jessen  | Lena Krumkamp, Judy Horney         | 26. Mai 2021                     |
| 14         | 4         | Gott sieht alles | 15. Okt. 2020        | Lars Jessen  | Lena Krumkamp, Brix Vinzent Koethe | 26. Mai 2021                     |
| 15         | 5         | Der Imagefilm    | 15. Okt. 2020        | Till Franzen | Lena Krumkamp, Judy Horney         | 2. Juni 2021                     |
| 16         | 6         | Miss Paradiso    | 15. Okt. 2020        | Lars Jessen  | Lena Krumkamp                      | 2. Juni 2021                     |
| 17         | 7         | First Date       | 15. Okt. 2020        | Lars Jessen  | Lena Krumkamp, Judy Horney         | 9. Juni 2021                     |
| 18         | 8         | Die bessere Wahl | 15. Okt. 2020        | Till Franzen | Lena Krumkamp, Brix Vinzent Koethe | 9. Juni 2021                     |

### Staffel 3
| Nr. (ges.) | Nr. (St.) | Originaltitel                 | Erstveröffentlichung | Regie                          | Drehbuch            | Erstausstrahlung im TV ProSieben |
| ---------- | --------- | ----------------------------- | -------------------- | ------------------------------ | ------------------- | -------------------------------- |
| 19         | 1         | Schon wieder für immer Berlin | 23. Sep. 2021        | Tini Tüllmann                  | Gernot Gricksch     | 9. Aug. 2022                     |
| 20         | 2         | Golf ist Krieg                | 23. Sep. 2021        | Lars Jessen                    | Brix Vinzent Koethe | 9. Aug. 2022                     |
| 21         | 3         | Haralds Farbbomben Massaker   | 30. Sep. 2021        | Lars Jessen                    | Gernot Gricksch     | 16. Aug. 2022                    |
| 22         | 4         | Sabine kann nicht kotzen      | 30. Sep. 2021        | Tini Tüllmann                  | Graage & Williams   | 16. Aug. 2022                    |
| 23         | 5         | Jan und die Ratte             | 7. Okt. 2021         | Christoph Holsten              | Gerd Kusch          | 23. Aug. 2022                    |
| 24         | 6         | Ertu Unchained                | 7. Okt. 2021         | Christoph Holsten              | Gernot Gricksch     | 23. Aug. 2022                    |
| 25         | 7         | Brennpunkt Simmering          | 14. Okt. 2021        | Christoph Holsten              | Gerd Kusch          | 30. Aug. 2022                    |
| 26         | 8         | Mach was Sabine               | 14. Okt. 2021        | Christoph Holsten, Lars Jessen | Gerd Kusch          | 30. Aug. 2022                    |

## Kritik
Anja Rützel von Spiegel Online lobt die Serie: Ralf Husmann schneide „die mitunter recht klamottigen bis hochalbernen Scharaden an der Sicherheitskontrolle“ gegen „die zweite Handlungsebene, die zunehmend verwirrendere Welt von Jans Vater Udo“. Komischerweise funktioniere dieser Stimmungsclash erstaunlich gut. „Als bräuchten die Check Check-Figuren die quatschige Ebene, um die ernsten Erzählteile besser aushalten zu können – fast so wie im Leben.“ Mit ähnlichen Worten bewertet auch Florian Kaiser die Serie positiv auf quotenmeter.de. So seien „[i]nsbesondere diese Wechsel zwischen lustig und berührend in Verbindung mit dieser skurrilen und gleichsam geerdeten Truppe“ die Elemente, „die diese Serie über einen winzigen Flughafen irgendwo im Nirgendwo nicht belanglos daherkommen lassen, sondern einem die Möglichkeit eröffnen, sich sozusagen auf eine unaufgeregt-originelle Weise unterhalten zu lassen – und das ist im Zeitalter der Reizüberflutung durchaus eine Leistung“. Peer Schader von dwdl.de lobt Check Check ebenfalls: „Vor allem dank seiner liebenswerten Charaktere gelingt ‚Check Check‘ die ungewöhnliche Balance, gleichzeitig albern und melancholisch, oberflächlich und nachdenklich zu sein. Dafür kann man auch mal ein Auge zudrücken und die Schwächen ignorieren, die sich in die Erzählung eingeschlichen haben.“ Saskia Braun von Musikexpress.de erkennt, „‚Check Check‘ bietet die Möglichkeit, sich unaufgeregt und originell unterhalten zu lassen“. Sie ergänzt, dass „[d]ie Serie […] auf unkonventionelle Art und Weise Humor mit Melancholie“ zusammenbringe.
Kritischer wird die Serie von Glenn Riedmeier auf fernsehserien.de bewertet: „Die am Flughafen Kassel-Calden gedrehte Serie bietet nette Unterhaltung, mehr aber auch nicht. An einem verregneten Sonntagnachmittag kann man sie sich bedenkenlos ansehen, der große neue Hit für Joyn wird sie allerdings voraussichtlich nicht.“
In der Süddeutschen Zeitung kritisiert Maresa Sedlmeir, dass sich die Serie zu sehr im Kreis drehe und stets demselben Schema folge: „Jan Rothe ist ein überhebliches Arschloch, das einen ganz weichen Kern hat und alle heulenden Frauen […] und alle wütenden Männer zur Raison bringt“. Sie kritisiert ferner die schauspielerische Leistung von Heufer-Umlauf, dem man diese Rolle nicht abnehme. Bis auf Jans demenzkranken Vater sind gemäß Sedlmeir alle Figuren austauschbar. Auch Daniel Gerhardt zeigt sich in seiner Rezension für Zeit Online nicht überzeugt. „Mit Themen wie Altersdemenz, dem Zustand hiesiger Pflegeheime und den moralisch-ökologischen Implikationen des Fliegens füllt das öffentlich-rechtliche Fernsehen derzeit ganze Brennpunkt-Wochen. […] Check Check schöpft dieses Potenzial allerdings nicht aus. Als Autor der Serie denkt der Stromberg-Veteran Ralf Husmann streng von Pointe zu Pointe.“